# Lúka pod Súľovským hradom
Lúka pod Súľovským hradom lub Lúka pod hradom, prameň – przełęcz w Sulowskich Skałach w Górach Strażowskich na Słowacji.
Przełęcz znajduje się na wysokości 525 m pomiędzy szczytem z ruinami Zamku Súľov (660 m) i szczytem Brada (816 m). Jest to przełęcz głęboko wcięta w grzbiet Sulowskich Skał i mająca duże znaczenie dla turystów, gdyż krzyżują się na niej dwa szlaki turystyczne; zielony prowadzący od parkingu w miejscowości Súľov-Hradná przez ruiny Zamku Súľov i czerwony, którym można w krótszy i łatwiejszy sposób zejść z powrotem do parking. Zielonym szlakiem można także zejść do wsi Jablonové, a czerwonym kontynuować dalszą wędrówkę grzbietem Sulowskich Skał.
Słowackie słowo „lúka” w tłumaczeniu na język polski oznacza łąkę, obecnie jednak rejon przełęczy jest porośnięty lasem. Druga nazwa przełęczy (Lúka pod hradom, prameň) po polsku oznacza „łąkę pod zamkiem, źródło” – na przełęczy istotnie wypływa źródło.

## Szlaki turystyczne
Súľov-Hradná parking – Lúka pod Súľovským hradom – Sedlo pod Bradou – Brada (stok) – Pod Roháčom. Odległość 5,6 km, suma podejść 395 m, suma zejść 105 m, czas przejścia 2:05 h
  Súľov-Hradná parking – Zamek Súľov – Lúka pod Súľovským hradom – Jablonove

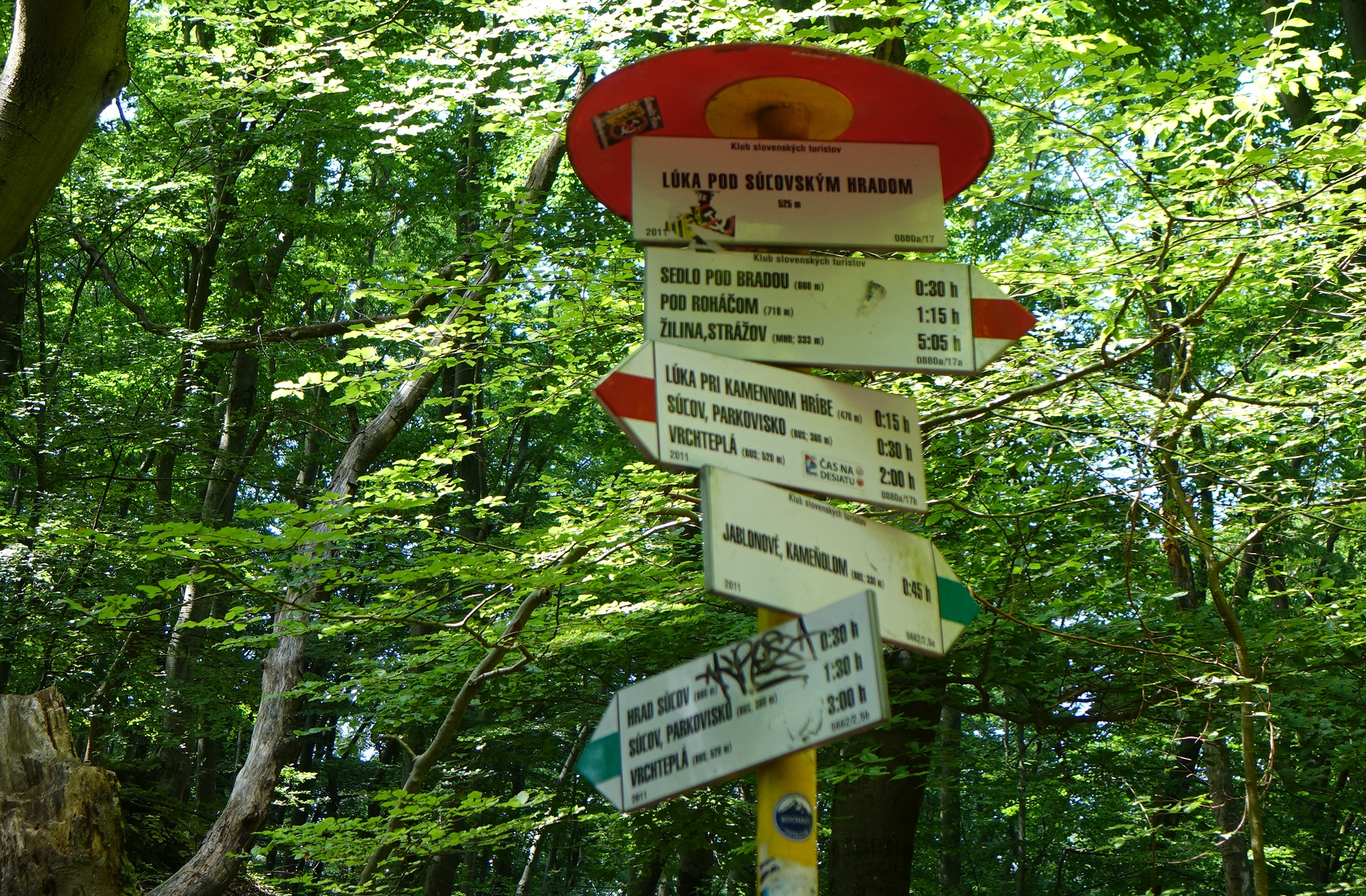